# Hemictenophora euplexiodes
Hemictenophora euplexiodes är en fjärilsart som beskrevs av Shigero Sugi 1970. Hemictenophora euplexiodes ingår i släktet Hemictenophora och familjen nattflyn. Inga underarter finns listade i Catalogue of Life.